# کونیگسبرون ام واگرام
کونیگسبرون ام واگرام (به آلمانی: Königsbrunn am Wagram) یک منطقهٔ مسکونی در اتریش است که در ناحیه تولن واقع شده‌است. کونیگسبرون ام واگرام ۲۸٫۵۷ کیلومتر مربع مساحت دارد ۱۹۷ متر بالاتر از سطح دریا واقع شده‌است.